# المدن والبلدات خلال الحرب الأهلية السورية
| |                                                                                            |
| هذا الصندوق: اعرض ناقش عدل | اعرض ناقش عدل                                                                              |
| لجميع البلدات (الحجم 7 أو أكبر) والمواقع الاستراتيجية مثل المطارات، والمعابر الحدودية، والموانئ، والسدود، والقواعد العسكرية، وحقول النفط. | لجميع القرى (الحجم 6 أو أقل) ومواقع تفصيلية مثل التلال، والمصانع، والأحياء، ونقاط التفتيش. |

تنقسم سوريا بشكل هرمي إلى ما يلي:
- 14 محافظة
  - 65 منطقة

بالنسبة لكل محافظة، فإن أول مدينة في الجدول هي عاصمة المحافظة (وعاصمة منطقتها في الوقت ذاته). البلدات التالية هي العواصم الإقليمية (المراكز الإدارية) في المناطق. آخر بند هو المنطقة الريفية الواقعة خارج البلدات المدرجة في القائمة في كل محافظة. يقدم كل قسم موجزا مختصرا لتاريخ تلك المدينة أو البلدة أثناء الحرب الأهلية السورية. وترد الأرقام المتعلقة بالسكان وفقا للتعداد الرسمي لعام 2004. الجدول قابل للترتيب. انقر على السهم المجاور لرؤوس الأعمدة للترتيب هجائيا، استنادا إلى السكان أو المنطقة أو حالة السيطرة.

## وصلات خارجية
- Map of Syrian Civil war/ Global conflict in Syria